# Nils Fadersson (Sparre av Hjulsta och Ängsö)
Nils Fadersson (Sparre av Hjulsta och Ängsö), född på 1400-talet, död 1495, var en svensk riddare och riksråd.

## Biografi
Nils Fadersson (Sparre av Hjulsta och Ängsö) var en svensk riddare och riksråd. Han avled 1495.

### Egendom
Han ägde Hjulsta säteri i Enköpings-Näs socken och Nynäs gård i Ösmo socken.

### Familj
Nils Fadersson gifte sig med Kerstin Nilsdotter (Oxenstierna), dotter till Nils Jönsson (Oxenstierna) och Katarina Karlsdotter Sture (gumsehuvud).